# パリのカナロ
『パリのカナロ』（西: Canaro en Paris）は、アレハンドロ・スカルピーノ（Alejandro Scarpino）と、フアン・カルダレージャ（Juan Caldarella）の両者の作曲による、1925年のタンゴの作品。

## 概要
同じ1925年に、フランシスコ・カナロ楽団のパリ公演が大成功との報道があり、名前がついていなかったこの曲に、新聞の見出しからこの名がつけられた。
イントロが半音階進行であり、ホセ・スカルピーノ（José Scarpino）の歌詞はついていたが、歌詞なしで演奏されることがほとんどである。
ファン・ダリエンソ楽団の録音がよく聴かれる。ホセ・バッソ楽団など様々なタンゴ楽団の録音もある。